# بروانة معصومي
بروانة معصومي (بالفارسية: پروانه معصومی) (2 مارس 1945 - 27 نوفمبر 2023)، هي مُمثلة سينمائية وتلفزيونية مخضرمة إيرانية من أصل كردي. حصلت على العديد من الجوائز، بما في ذلك مرتين جائزة «كريستال سيمرغ».ظهرت في العديد من الأفلام والمسلسلات ومنها مسلسل يوسف الصديق.

## حياتها
ولدت بروانة معصومي، واسمها الحقيقي سكينة كبودرآهنكي، عام 1944م في أحد أحياء طهران القديمة ويسمى حي "جامعة طهران"، وأكملت دراستها في مجال اللغات الأجنبية. بدأت التمثيل حوالي عام 1971م، وانتقلت إلى قرية في مدينة صومعة سرا التابعة لمحافظة جيلان وعاشت هناك منذ عام 1997م.

## وفاتها
توفيت يوم 27 تشرين الثاني/نوفمبر 2023م في المستشفى، بسبب تمزق في الأمعاء، والتهاب في الرئة.

## من أعمالها

### أفلام
- فيلم "بيتا"
- فيلم "رجبار"
- فيلم "شهر قصة"
- فيلم "غريبة ومه"
- فيلم "غراب"

### المسلسلات
- يوسف الصديق (مسلسل)
- مسلسل: "الإمام علي"،
- مسلسل:"طوبى"،
- مسلسل:"ترانة شرقي"

وغيرها الكثير....

## روابط خارجية
- بروانة معصومي على موقع IMDb (الإنجليزية)
- بروانة معصومي على موقع قاعدة بيانات الفيلم (الإنجليزية)
- بروانة معصومي على موقع كينوبويسك (الروسية)